# Cigeľ
Cigeľ este o comună slovacă, aflată în districtul Prievidza din regiunea Trenčín. Localitatea se află la altitudinea de 465 m deasupra n.m., se întinde pe o suprafață de 17,35 km2 și în 2017 număra 1.263 de locuitori.

## Istoric
Localitatea Cigeľ este atestată documentar din 1362.

## Demografie
| An:                | 1994 | 2004   | 2014    | 2024   |
| ------------------ | ---- | ------ | ------- | ------ |
| Număr de persoane: | 976  | 1036   | 1254    | 1287   |
| Diferență:         |      | +6,14% | +21,04% | +2,63% |

| An:                | 2023 | 2024   |
| ------------------ | ---- | ------ |
| Număr de persoane: | 1280 | 1287   |
| Diferență:         |      | +0,54% |